# Aconitum variegatum
Aconitum variegatum (L., 1753), comunemente noto come aconito screziato, è una pianta erbacea e velenosa appartenente alla famiglia delle Ranunculaceae, diffusa in buona parte dell'Europa centrale e meridionale.

## Etimologia
Il nome del genere (“Aconitum”) deriva dal greco akòniton (= “pianta velenosa”). La pianta infatti risulta conosciuta per l'alta sua tossicità fin dai tempi dell'antichità omerica. Con questo nome probabilmente veniva indicata una pianta velenosa endemica il cui habitat frequente era tra le rocce ripide di alcune zone della Grecia. Due sono le radici che vengono attribuite al nome: (1) akòne (= “pietra”) facendo riferimento al suo habitat; (2) koné (= “uccidere”), facendo ovviamente riferimento alla sua tossicità. Veniva anche usata come simbolo negativo (maleficio o vendetta) nella mitologia dei popoli mediterranei. L'epiteto specifico (variegatum) si riferisce alle sfumature presenti sui fiori.

Il binomio scientifico attualmente accettato (Aconitum napellus) è stato proposto da Carl von Linné (1707 –  1778) biologo e scrittore svedese, considerato il padre della moderna classificazione scientifica degli organismi viventi, nella pubblicazione ”Species Plantarum” del 1753.

## Descrizione
La seguente descrizione va riferita alla specie Aconitum variegatum L. s.l. (per i caratteri specifici delle sottospecie vedi il paragrafo “Sistematica”).

Sono piante erbacee, perenni la cui altezza può essere da 4 a 15 dm.  La forma biologica è definita come geofita rizomatosa (G rhiz), ossia sono piante che portano le gemme in posizione sotterranea. Durante la stagione avversa non presentano organi aerei e le gemme si trovano in organi sotterranei come rizomi, un fusto sotterraneo dal quale, ogni anno, si dipartono radici e fusti aerei. 

### Radici
Le radici sono secondarie da rizoma a forma rotonda. Si rigenerano durante la fioritura.

### Fusto
- Parte ipogea: la parte sotterranea è un rizoma.
- Parte epigea: la parte aerea del fusto non è molto ramosa ed è glabra.

### Foglie

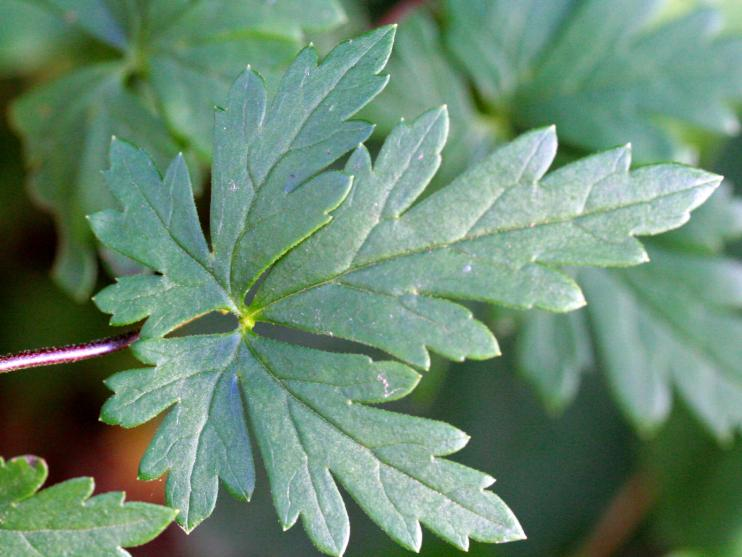
La foglia

- Foglie basali: le foglie basali sono palmatosette, divise in cinque segmenti (o lobi) fin quasi alla nervatura centrale (le incisioni sono profonde). Sono picciolate; la superficie è glabra; le nervature sono più evidenti sul lato inferiore. I segmenti hanno una forma rombica e i margini sono profondamente dentati. Diametro delle foglie: da 5 a 20 cm.
- Foglie cauline:  le foglie cauline sono disposte in modo alterno e sono progressivamente più piccole con un minore di segmenti e i piccioli anche loro progressivamente ridotti.

### Infiorescenza

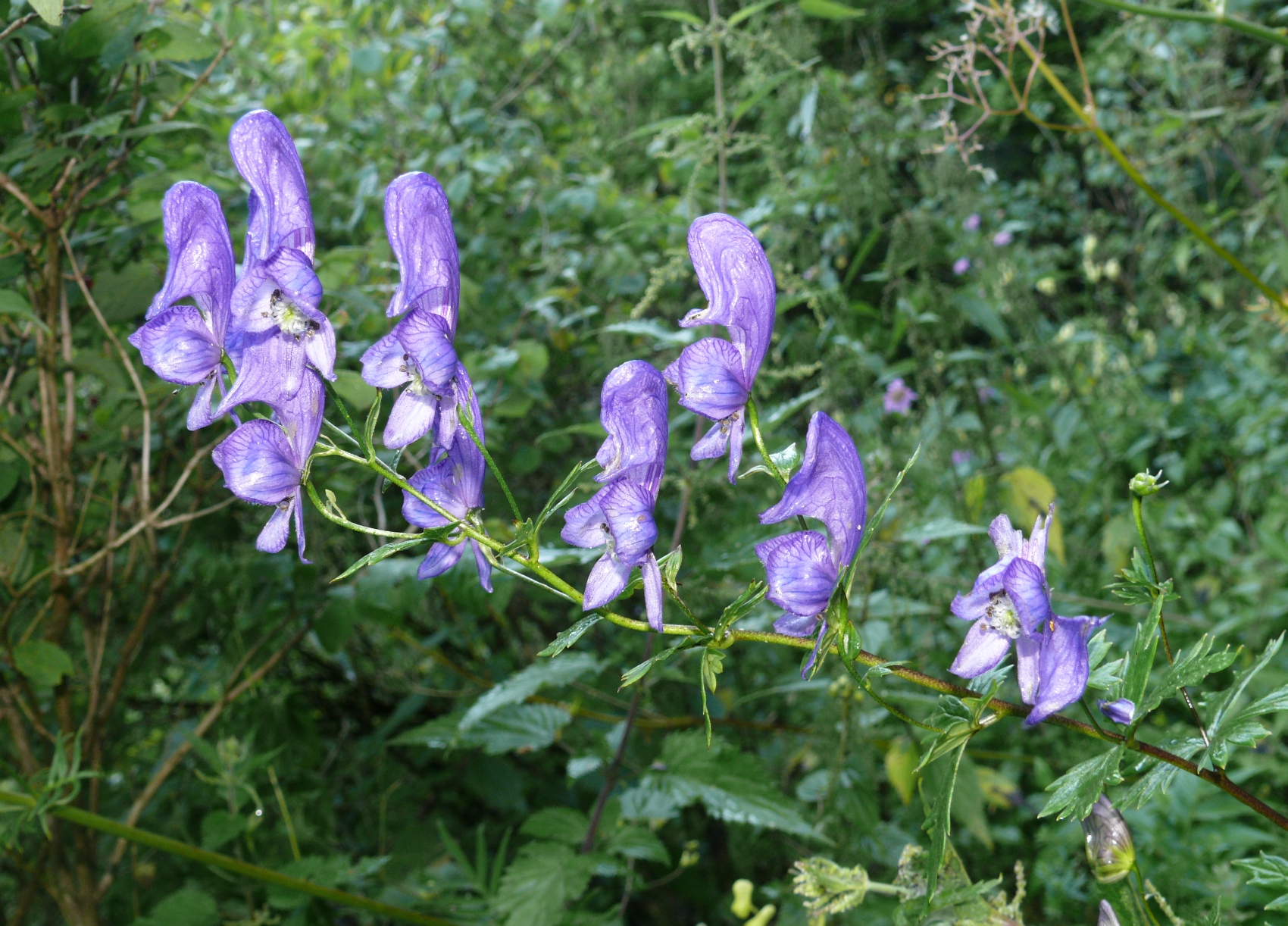
Infiorescenza

L'infiorescenza è una pannocchia ramosa terminale con l'asse principale a zigzag. Alla base l'infiorescenza è fogliosa; i rami (perlopiù glabri o con brevi peli non ghiandolosi) sono divaricati mentre i fiori sono disposti in modo distanziato ma raccolti a gruppi. Alla diramazione dei rami sono presenti delle foglie di tipo bratteale. Lunghezza dell'infiorescenza: 15 – 30 cm.

### Fiore

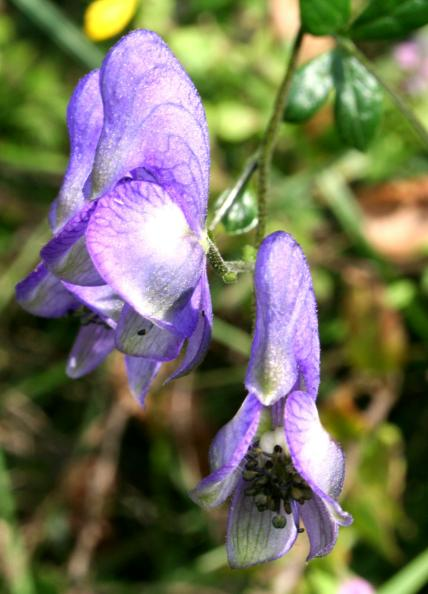
Il fiore

Questi fiori sono considerati fiori arcaici, o perlomeno derivati da fiori più arcaici dalla struttura aciclica. Il perianzio è formato da due verticilli: gli elementi esterni hanno una funzione di protezione e sono chiamati tepali o sepali (la distinzione dei due termini in questo caso è ambigua e quindi soggettiva); quelli interni sono dei nettari (in questo fiore la corolla è praticamente assente). I fiori sono pentameri (a cinque elementi) a simmetria zigomorfa (o bilaterale) ed ermafroditi. Il colore del perianzio è blu, violetto o anche biancastro con sfumature (in genere le sfumature sono più chiare e poste nella parte apicale dei sepali). Dimensione dei fiori: 25 – 35 mm.
- Formula fiorale: per questa pianta viene indicata la seguente formula fiorale:

x K 5, C 2, A numerosi, G 5 (supero)
- Calice: il calice ha cinque sepali (o tepali) di tipo petaloideo, molto diversi fra loro, di cui il superiore ha la forma di elmo o casco a geometria emisferica con alla base un prolungamento a forma di becco. Degli altri sepali due hanno una disposizione laterale a forma ovale; i due inferiori sono più lineari e lanceolati. I sepali non sono persistenti alla fruttificazione. Dimensioni medie dell'elmo: altezza 20 mm; larghezza 15 mm (alto da 1 a 2,5 volte la larghezza).
- Corolla: la corolla è praticamente assente; i petali interni 2 (in totale 8) sono delle foglie trasformate in produttori di nettare ed hanno una forma cilindrica spiraleggiante un po' clavata (a martelletto) e sono diritti. Quelli sterili (i rimanenti 6) sono delle linguette atrofizzate.
- Androceo: gli stami (scuri) sono numerosi a disposizione spiralata.
- Gineceo: i carpelli (sessili e spiralati) sono 3 (raramente fino a 5).  I pistilli contengono da 10 a 20 ovuli.

### Frutti
Il frutto è costituito da un aggregato di 3 - 5 capsule o follicoli sessili e polispermi (frutto secco sviluppato longitudinalmente con delle fessure per la fuoriuscita dei semi). Ogni follicolo termina con un becco diritto.

## Riproduzione
- Impollinazione: l'impollinazione è garantita soprattutto da diversi insetti, come api e vespe in quanto sono piante nettarifere (impollinazione entomogama).
- Riproduzione: la fecondazione avviene sia tramite l'impollinazione dei fiori (vedi sopra), ma anche per divisione del piede (propagazione tipicamente orticola).

## Distribuzione e habitat
- Geoelemento: il tipo corologico (area di origine) è Orofita – Centro Europeo.
- Distribuzione: in Italia questo fiore si trova nelle regioni settentrionali (Alpi ed Appennino settentrionale), ed è considerato relativamente raro.
- Habitat: l'habitat naturale di questa pianta è rappresentato dalle radure umide e dai sottoboschi montani.
- Distribuzione altitudinale: sui rilievi queste piante si possono trovare da 500 fino a 2000 m s.l.m.; frequentano quindi i seguenti piani vegetazionali: collinare, montano e subalpino.

## Tassonomia
Il genere Aconitum comprende 250 specie (una dozzina delle quali sono spontanee dei territori italiani) distribuite soprattutto nelle regioni temperate. La famiglia delle Ranunculaceae invece comprende oltre 2000 specie distribuite su circa 47 generi (2500 specie e 58 generi secondo altre fonti).
Da un punto di vista sistematico (e pratico) le specie di questo genere vengono classificate in base al colore e alla forma del fiore. In questo caso il fiore di “Aconito screziato” appartiene al gruppo delle piante con fiori blu o violetti e con cappuccio più alto che largo.
La composizione delle sottospecie di questo aconito ha subito più di una revisione tassonomica in questi ultimi decenni. Sandro Pignatti nella “Flora d'Italia” comprende due sottospecie: variegatum e valesiacum (Gàyer) Gàyer (quest'ultima ora inclusa nella specie Aconitum degeni Gàyer); mentre la sottospecie nasutum (Fisch.) Götz (sempre secondo Pignatti) è inclusa nella specie Aconitum paniculatum Lam. (ora Aconitum degeni). In altre flore oltre alle sottospecie variegatum e nasutum sono incluse anche le sottospecie paniculatum (Arcang.) Negodi e valesiacum (Gàyer) Greuter & Buedet (ora entrambe incluse in Aconitum degeni).
Attualmente i testi più aggiornati considerano questa pianta con la seguente denominazione: Aconitum variegatum L. s.l. e con due sottospecie presenti in Italia: variegatum e nasutum (Fisch. ex Rchb.) Götz (denominazioni convalidate anche dalla Checklist dei Royal Botanic Garden Edinburgh).
Il numero cromosomico di A. variegatum è: 2n = 16.

### Variabilità
Nell'elenco seguente sono indicate alcune sottospecie, varietà e forme (non presenti sul territorio italiano – a parte i sinonimi). L'elenco può non essere completo e alcuni nominativi sono considerati da altri autori dei sinonimi della specie principale o anche di altre specie:
Sottospecie:
- sottosp. dominii Dostál (1984)
- sottosp. gracile Gayer (sinonimo della sottosp. variegatum)
- sottosp. kotulae Pawl. (1956)
- sottosp. judenbergense Gayer (sinonimo della sottosp. variegatum)
- sottosp. pyrenaicum Vivant ex Ritardo (1981) (endemico dei Pirenei)
- sottosp. rostratum Gayer (sinonimo della sottosp. variegatum)

Varietà:
- var. album KC Davis (1899)
- var. carniolicum Starm. (1997)
- var. diffusum Gáyer
- var. oenipontanum (Gáyer) Gáyer
- var. pilipes Rchb.
- var. pilosiusculum Ser.
- var. saxonicum Gáyer
- var. stiriacum Mucher (1992)
- var. tuberosum Gáyer

Forme:
- fo. albiflorum Rchb.
- fo. angustilobum Gáyer
- fo. aquilonare Niketic (1992)
- fo. bernhardianum Gáyer
- fo. kotulae V.Skalicky (1982)
- fo. macranthum Rchb.
- fo. pallidiflorum Ser.

### Descrizione sottospecie italiane
In Italia sono indicate due sottospecie:

#### Sottospecievariegatum

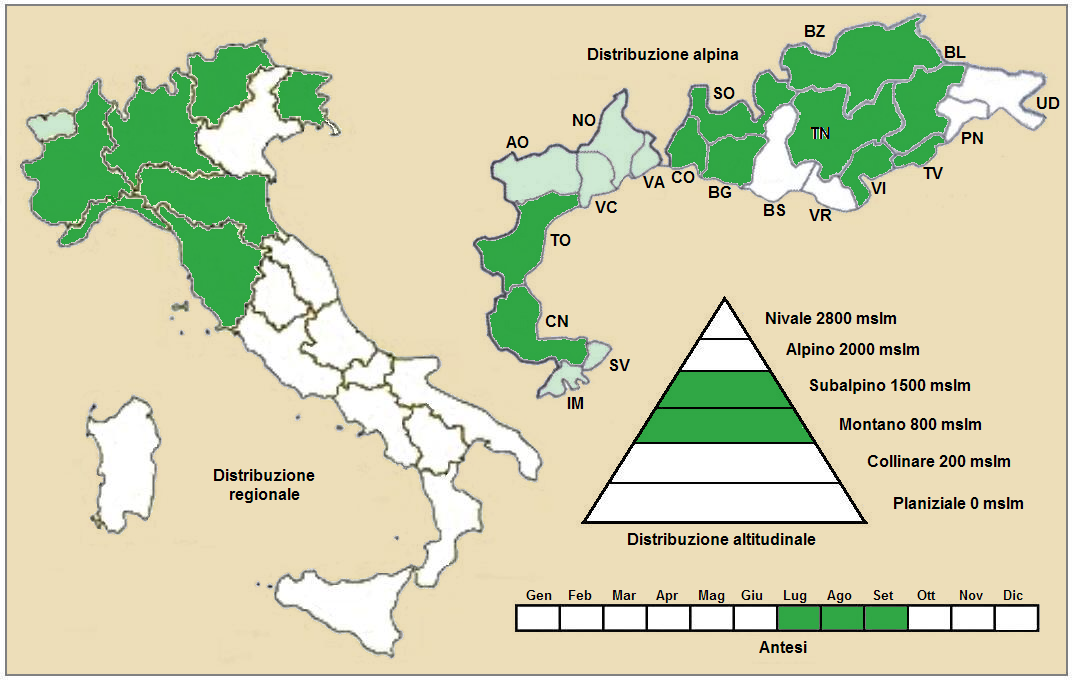
Aconitum variegatum sottosp. variegatum - Distribuzione della pianta (Distribuzione regionale – Distribuzione alpina)

- Denominazione: Aconitum variegatum L. sottosp. variegatum[13].
- Nomi comuni: Aconito screziato; (DE)  Gewöhnlicher Bunter Eisenhut; (FR)  Aconit panaché.
- Caratteri specifici: le bratteole dell'infiorescenza sono poste a metà del peduncolo ed hanno una forma lineare-filiforme (non raggiungono la base del perianzio del fiore); i peduncoli si presentano densamente ghiandolosi; i carpelli normalmente sono 3 (raramente 4) e sono glabri.
- Fioritura: da luglio a settembre.
- Geoelemento: il tipo corologico (area di origine) è Orofita - Europeo.
- Distribuzione: questa sottospecie è presente su buona parte dell'arco alpino italiano. Sempre nelle Alpi ma oltreconfine si trova nella parte orientale (Austria e Slovenia); mentre sugli altri rilievi europei è presente nelle Alpi Dinariche e sui monti Carpazi.
- Habitat: questa pianta è facile trovarla nei sottoboschi tipo betuleti e frassineti eventualmente su terreni cosparsi di sassi e rocce.  Il substrato preferito è calcareo ma anche misto (calcareo/siliceo) con pH basico-neutro, medi valori nutrizionali del terreno che deve essere secco.
- Fitosociologia: dal punto di vista fitosociologico la specie di questa voce appartiene alla seguente comunità vegetale[14]:

Formazione: delle comunità forestali
Classe: Carpino-Fagetea
Ordine: Fagetalia sylvaticae
Alleanza: Tilio-Acerion

#### Sottospecienasutum

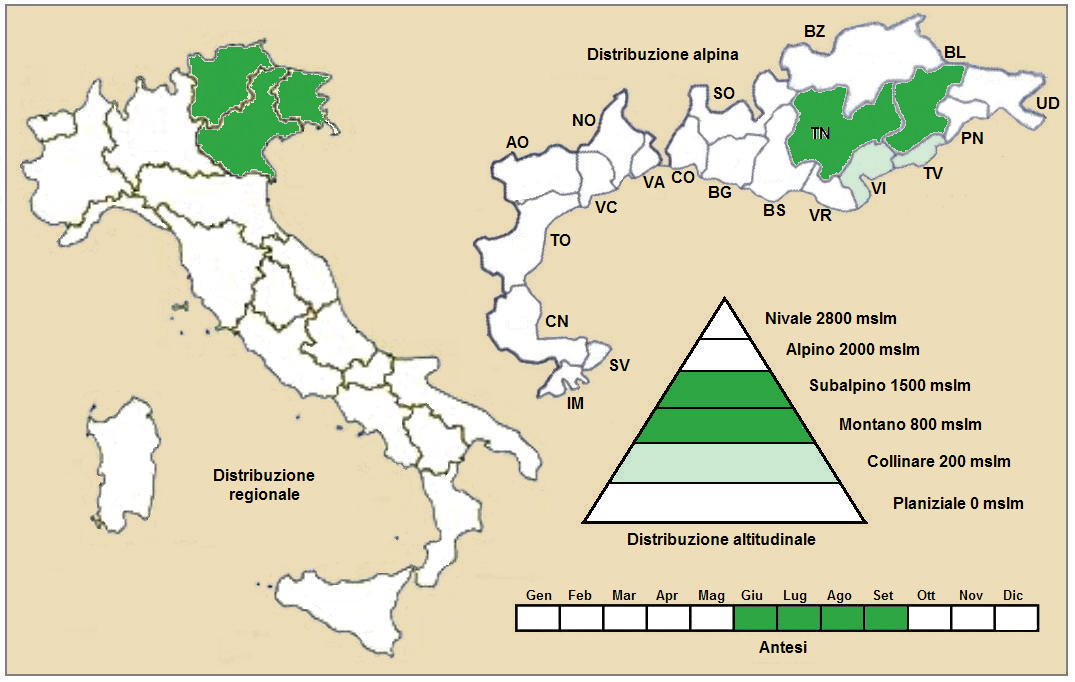
Aconitum variegatum sottosp. nasutum - Distribuzione della pianta (Distribuzione regionale – Distribuzione alpina)

- Denominazione: Aconitum variegatum L. sottosp. nasutum (Fisch. ex Rchb.) Götz (1967)[13].
- Basionimo: il basionimo per questa sottospecie è Aconitum nasutum Richb. (1823)
- Nomi comuni: Aconito nasuto; (DE)  Geschnäbelter Eisenhut; (FR)  Aconit à nez.
- Caratteri specifici: i peduncoli si presentano glabri o con peli di tipo crespo; il becco dell'elmo è più marcato;  i carpelli sono 3 e sono completamente glabri;
- Fioritura: da giugno a settembre.
- Geoelemento: il tipo corologico (area di origine) è Orofita – Sud Est Europeo/Caucasico.
- Distribuzione: questa sottospecie è presente soprattutto nel Veneto/Trentino (Valsugana) ed è rara. Oltreconfine (nelle Alpi) si trova in Austria (Länder del Tirolo Settentrionale, Carinzia, Stiria, Austria Superiore e Austria Inferiore), mentre sugli altri rilievi europei è presente nelle Alpi Dinariche e sui monti Monti Balcani e Carpazi.
- Habitat: questa pianta è facile trovarla nei megaforbieti da montani a subalpini e nei popolamenti a felci.  Il substrato preferito è sia calcareo che siliceo con pH basico-neutro, medi valori nutrizionali del terreno che deve essere mediamente umido.
- Fitosociologia: dal punto di vista fitosociologico la specie di questa voce appartiene alla seguente comunità vegetale[14]:

Formazione: delle comunità delle macro- e megaforbie terrestri
Classe: Mulgedio-Aconitetea
Ordine: Calamagrostietalia villosae
Alleanza: Arunco-Petasition

### Ibridi
Nell'elenco seguente sono indicati alcuni ibridi interspecifici:
- Aconitum × austriacum W. Mucher (1993) - Ibrido con: Aconitum pilipes
- Aconitum × cammarum L. (1762) - Ibrido con: Aconitum napellus
- Aconitum × oenipontanum Gáyer (1911) – Ibrido con Aconitum degeni
- Aconitum × pawlowskii Mitka & Starm. (2000) - Ibrido con: Aconitum lasiocarpum Rchb 
- Aconitum × zahlbruckneri Gáyer (1909) - Ibrido con: Aconitum napellus

### Sinonimi
Questa entità ha avuto nel tempo diverse nomenclature. L'elenco seguente indica alcuni tra i sinonimi più frequenti:
- Aconitum balcanicum Velen. (sinonimo della sottosp. nasutum)
- Aconitum cammarum Auct. Fl. Ital.
- Aconitum campotrichum Gayer (sinonimo della sottosp. nasutum)
- Aconitum cernuum Auct. non Wulfen (sinonimo della sottosp. variegatum)
- Aconitum dominii Sillinger  (sinonimo della sottosp. variegatum)
- Aconitum gracile Rchb. (1819) (sinonimo della sottosp. variegatum)
- Aconitum humile Salisb. (1796) (sinonimo della sottosp. variegatum)
- Aconitum judenbergense (Rchb.) Gayer (1909) (sinonimo della sottosp. variegatum)
- Aconitum luridum (L.) Salisb. (1796) (basionimo[11])
- Aconitum matthioli Richb. (sinonimo della sottosp. variegatum)
- Aconitum nasutum Fisch. ex Rchb. (sinonimo della sottosp. nasutum)
- Aconitum obtusifolium Gáyer (1909), non Host (sinonimo della sottosp. variegatum)
- Aconitum odontandrum E.D.Wissjul. (1919) (sinonimo della sottosp. variegatum)
- Aconitum paniculatum Lam. sottosp. nasutum (Fisch.) Götz (sinonimo della sottosp. nasutum)
- Aconitum pilipes
- Aconitum rostratum Bernh. ex DC. (1817) (sinonimo della sottosp. variegatum)

### Specie simili
Gli aconiti sono fiori di facile identificazione rispetto ad altri generi;  più difficile è distinguere tra di loro le varie specie di aconito specialmente quelle di colore blu-violetto. Il casco (o elmo) insieme all'infiorescenza sono le parti più utili per distinguere le varie specie.
| Specie              | Elmo       | Infiorescenza    |
| ------------------- | ---------- | ---------------- |
| Aconitum degeni     | 16 x 15 mm | Pannocchia lassa |
| Aconitum napellus   | 8 x 18 mm  | Spiga            |
| Aconitum variegatum | 20 x 15 mm | Pannocchia densa |

## Usi

### Farmacia
È una pianta velenosa (contiene alcaloidi e glucosidi – soprattutto l'aconitina). I suoi fiori sono tra i più tossici della flora spontanea italiana. I sintomi per avvelenamento di questa pianta sono nausea, vomito, diarrea, bradicardia, aritmia e infine arresto cardiaco e morte. Nella medicina popolare, anticamente, venivano usate le radici opportunamente essiccate per le seguenti proprietà medicamentose: antinfiammatorie (attenua uno stato infiammatorio), antireumatiche (attenua i dolori dovuti all'infiammazione delle articolazioni), vermifughe (elimina i vermi intestinali) e analgesiche (attenua in generale il dolore)

### Giardinaggio
Queste piante vengono soprattutto coltivate come fiori ornamentali grazie all'elegante contrasto tra i fiori e i ricco e decorativo fogliame. Sono piante rustiche (di facile impianto e mantenimento) e si adattano a qualsiasi tipo di terreno. Superano facilmente i rigori dell'inverno.

## Galleria d'immagini

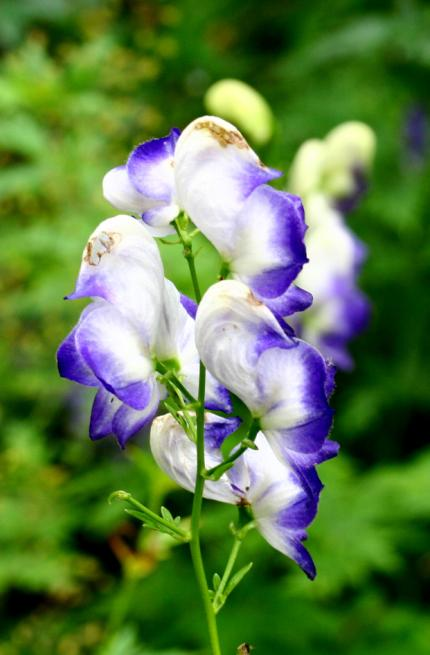
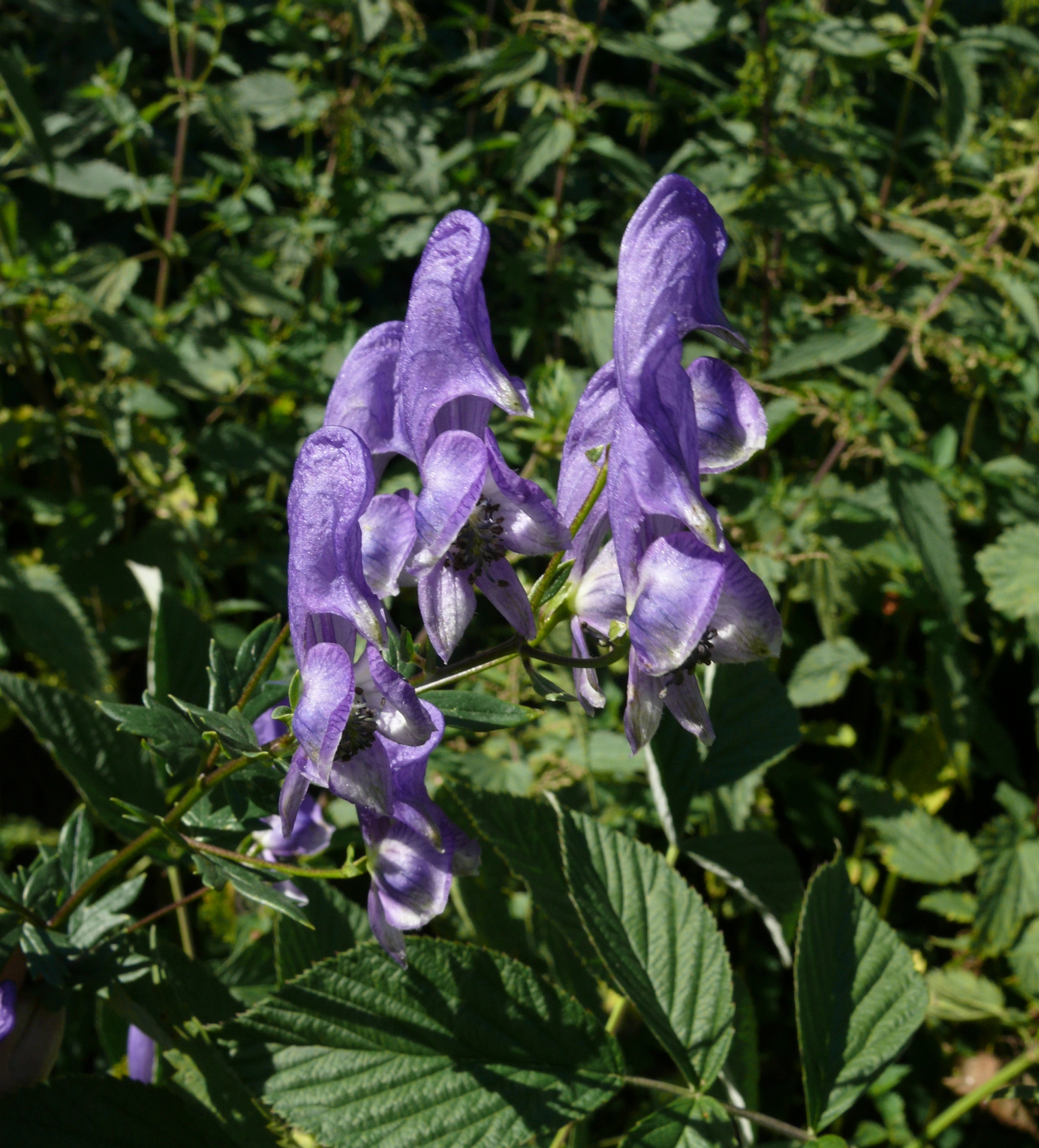
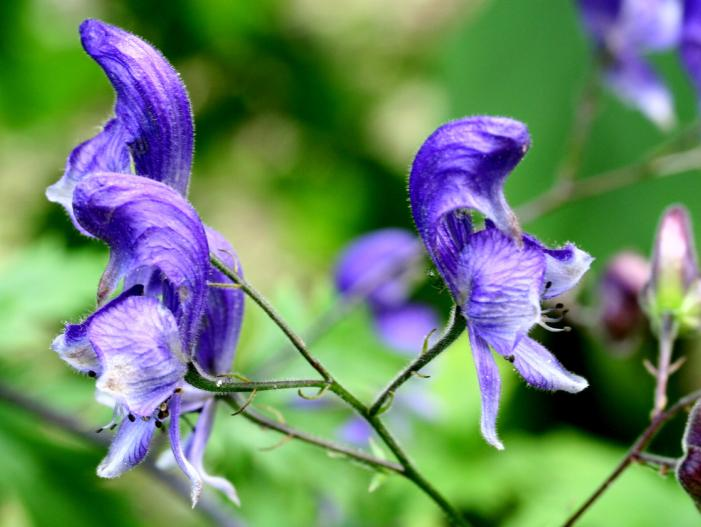
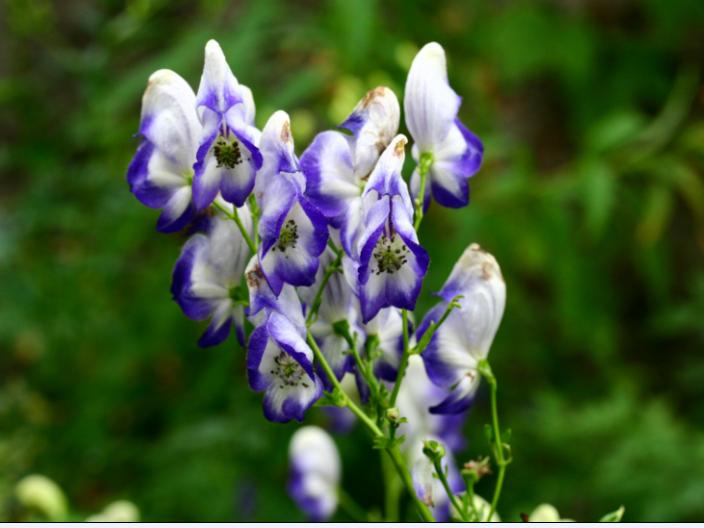